# 121TIME
121TIME es un marca de relojes suizos fundada en 2001 por tres empresarios suizos para la producción en grandes series de modelos personalizados con elementos intercambiables a través de internet.

## Historia
121TIME fue creada en 2001 por Daniel Morf, Frédéric Polli y Jean-Loup Ribordy. Desde su fundación, la empresa, cuya firma relojera con sede en Martigny (Valais) se llama Factory121, pasó a ser miembro de la Fédération de l'industrie horlogère suisse. En 2004, la empresa ganó el premio Master of Swiss Web.

## Concepto
121TIME aplicó el principio de personalización masiva para producir relojes Swiss made. En los primeros cuatro años después de su fundación en 2001, la empresa vendió 4.300 relojes.
Al igual que Nike con su división de calzado NikeID, 121TIME ha creado un sitio web que permite personalizar los relojes bajo pedido con recepción en un plazo de diez días. Cada componente del reloj (bisel, esfera, pulsera) es modulable. La empresa es una de las pioneras del comercio electrónico en la relojería suiza.